# Ruslán Gasymov
Ruslán Miragayevich Gasymov –en ruso, Руслан Мирагаевич Гасымов – (San Petersburgo, 8 de noviembre de 1979) es un deportista ruso que compitió en judo. Ganó tres medallas en el Campeonato Europeo de Judo entre los años 2005 y 2007.

## Palmarés internacional
| Campeonato Europeo | Campeonato Europeo      | Campeonato Europeo | Campeonato Europeo |
| Año                | Lugar                   | Medalla            | Categoría          |
| ------------------ | ----------------------- | ------------------ | ------------------ |
| 2005               | Róterdam (Países Bajos) | Medalla de bronce  | –100 kg            |
| 2006               | Tampere (Finlandia)     | Medalla de oro     | –100 kg            |
| 2007               | Belgrado (Serbia)       | Medalla de plata   | –100 kg            |